# Хвойная улица (Королёв)
Хвойная улица — улица в микрорайоне Первомайском города Королёва.

## Трасса
Улица застроена частными домами.
Хвойная улица начинается от Пограничной улицы, пересекает улицу А. Ульянова, названной в честь А. И. Ульянова, старшего брата В. И. Ленина, пересекает улицы Ватутина, Краснооктябрьскую, Комбрига Свечникова и заканчивается на улице Докучаева.

## Транспорт
На улице расположена остановка «Красная Новь»
На ней останавливается автобус
- 14 (ст. Болшево — Красная Новь)[2].

## Организации
- дом 1: Дом отдыха «Новые Горки»
- дом 3: Избирательная комиссия участка № 1011 г. Королёва, Филиал Центрального военного клинического госпиталя им. Мандрыка, Часовня в госпитале им. Мандрыка

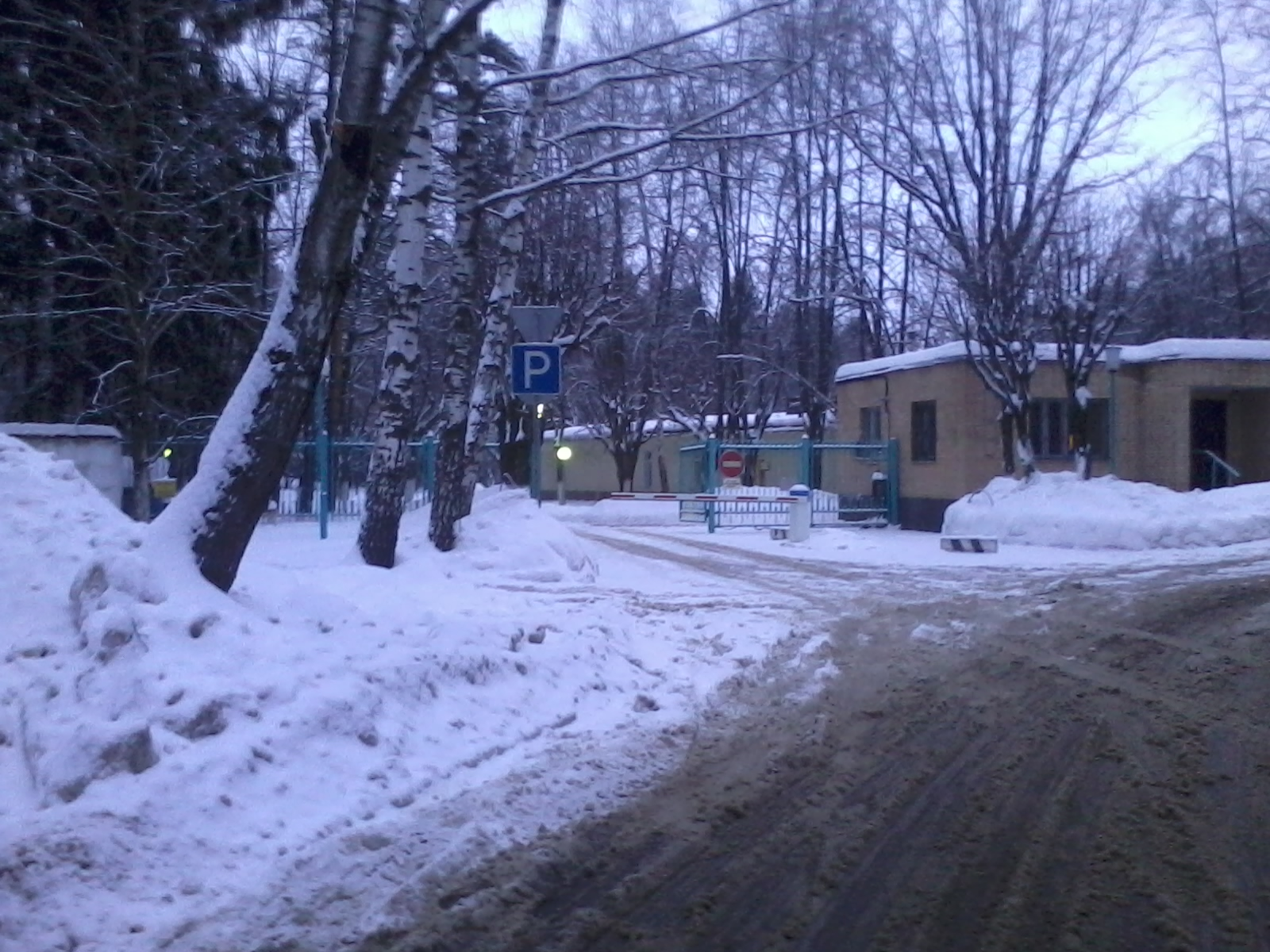
Госпиталь им. Мандрыка